# 19874 Liudongyan
19874 Liudongyan è un asteroide della fascia principale. Scoperto nel 1960, presenta un'orbita caratterizzata da un semiasse maggiore pari a 2,3532564 UA e da un'eccentricità di 0,2018692, inclinata di 1,52365° rispetto all'eclittica.